# Анисифоров, Пётр Иванович
Пётр Иванович Ани́сифоров (род. 1958, Курья, СССР) — российский архитектор, вице-президент Союза архитекторов России, председатель правления Алтайской организации Союза архитекторов России, лауреат Демидовской премии, директор творческой архитектурной мастерской «Творческая мастерская архитектора Анисифорова», руководитель авторского коллектива проекта и строительства первого православного храма в Антарктике — церкви Святой Троицы.

## Биография
- 1981 — закончил архитектурный факультет Новосибирского инженерно-строительного института.
- 1981 — архитектор Алтайгражданпроекта, мастерская генплана.
- 1989 — главный архитектор проектов «Архпроекта»
- 1990—1994, с 1999 — председатель правления Алтайской организации Союза архитекторов России.

## Некоторые постройки
Храмы и часовни:

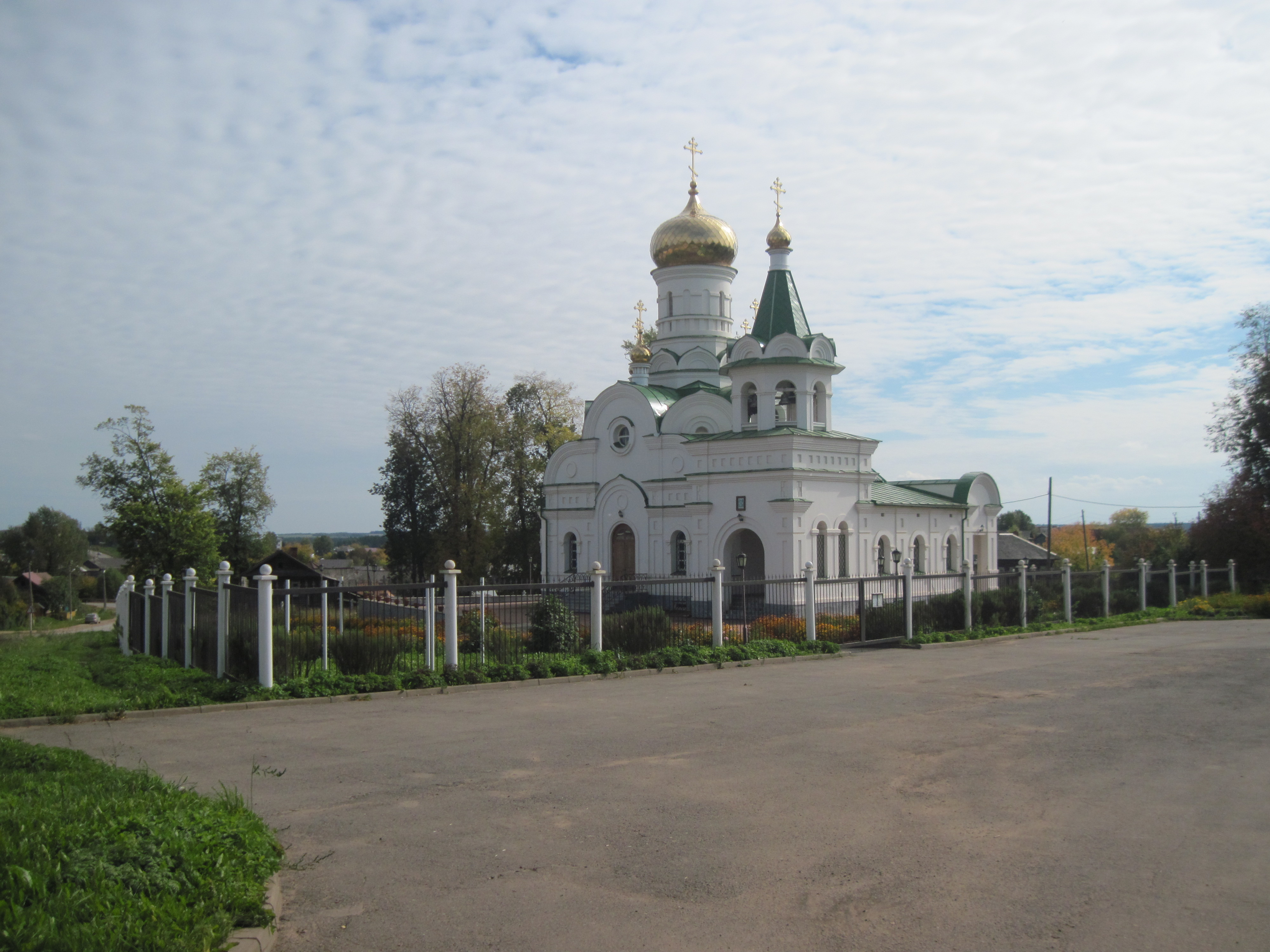
Церковь Святой Троицы села Дебёсы

- Церковь Святой Троицы (Антарктика)
- Храм Иверской иконы Божией Матери (Ижевск)
- Церковь Казанской иконы Божьей Матери (Оренбург)
- Часовня на месте гибели губернатора Евдокимова М. С.
- Храм Архистратига Божия Михаила (Новоалтайск)
- Храм-часовня во имя Божьей Матери «Знамение» в г. Лабытнанги Ямало-Ненецкого АО.
- Храм Святой Троицы с. Дебёсы

Градостроительство:
- Проект застройки центральной части рабочего посёлка Белоярск:[2]
- Проект планировки микрорайонов индивидуальной жилой застройки в составе: «Рассвет» (2-я очередь строительства), «Восток», в северо-восточной части г. Новоалтайска.

## Награды
- 1993 — Гуманитарная премия Демидовского фонда.
- 1999, 2004 — Премия «Золотая капитель».
- Медаль преподобного Сергия Радонежского I степени — за проект церкви Покрова Пресвятой Богородицы в селе Быстрый Исток[3]
- 1993 — Демидовская премия в номинации «Архитектура» — за проект «Змеиногорский рудный комплекс XVIII—XIX веков».[4]